# Reddyanus alessandroi
Espèce
Synonymes
- Isometrus alessandroi Lourenço & Ythier, 2025

Reddyanus alessandroi est une espèce de scorpions de la famille des Buthidae.

## Distribution
Cette espèce est endémique de l'État Karen en Birmanie. Elle se rencontre à Eindu dans la grotte de Saddan. 

## Description
La mâle holotype subadulte mesure 17,37 mm.

## Systématique et taxinomie
Cette espèce a été décrite sous le protonyme Isometrus alessandroi par Lourenço et Ythier en 2025 dans ce qu'ils considèrent comme le sous-genre Reddyanus. Elle est placée dans le genre Reddyanus car le sous-genre a été élevé au rang de genre par Kovařík, Lowe, Ranawana, Hoferek, Jayarathne, Plíšková et Šťáhlavský en 2016

## Étymologie
Cette espèce est nommée en l'honneur de l'arachnologiste brésilien Alessandro Ponce de Leão Giupponi (d).

## Publication originale
- Lourenço & Ythier, 2025 : « A new cave species of Isometrus Ehrenberg 1828 from Myanmar (Scorpiones : Buthidae) » Faunitaxys, p. 13, no 4, p. 1-6.